# Misje dyplomatyczne Barbadosu

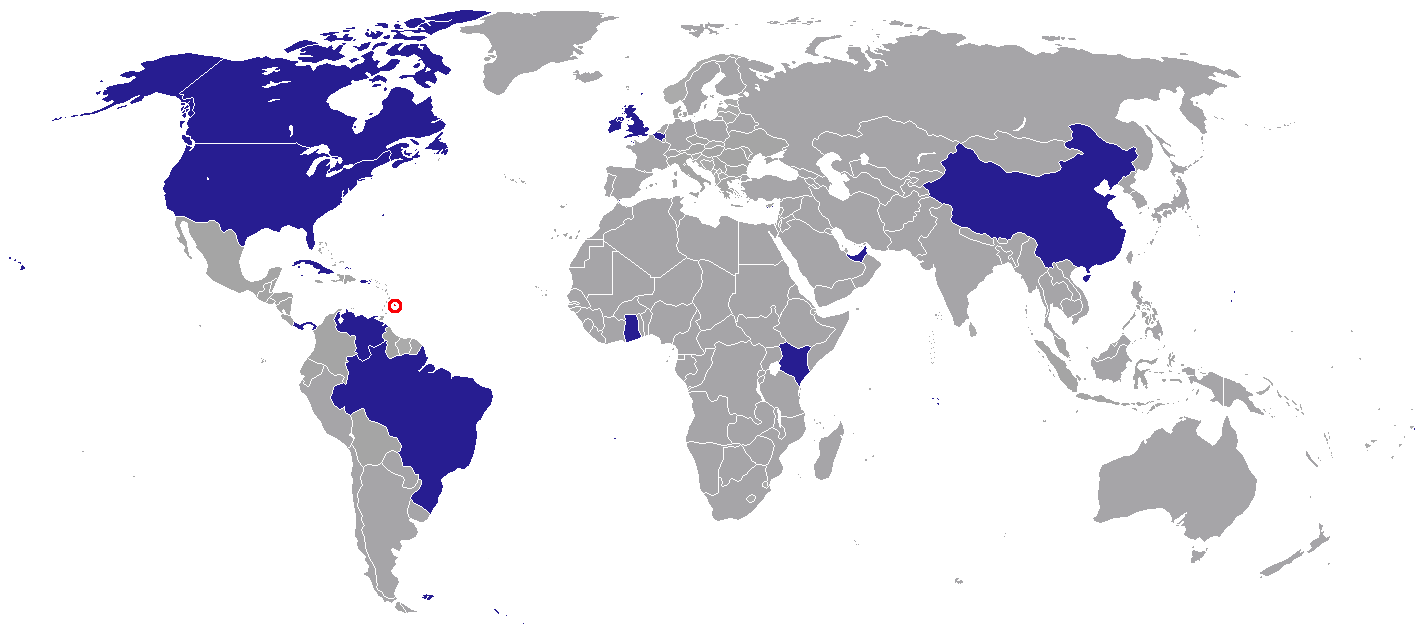
Kraje, w których Barbados ma swoje przedstawicielstwa dyplomatyczne

Misje dyplomatyczne Barbadosu – przedstawicielstwa dyplomatyczne Barbadosu przy innych państwach i organizacjach międzynarodowych. Poniższa lista zawiera wykaz obecnych ambasad, wysokich komisji i konsulatów zawodowych. Nie uwzględniono konsulatów honorowych.

## Europa

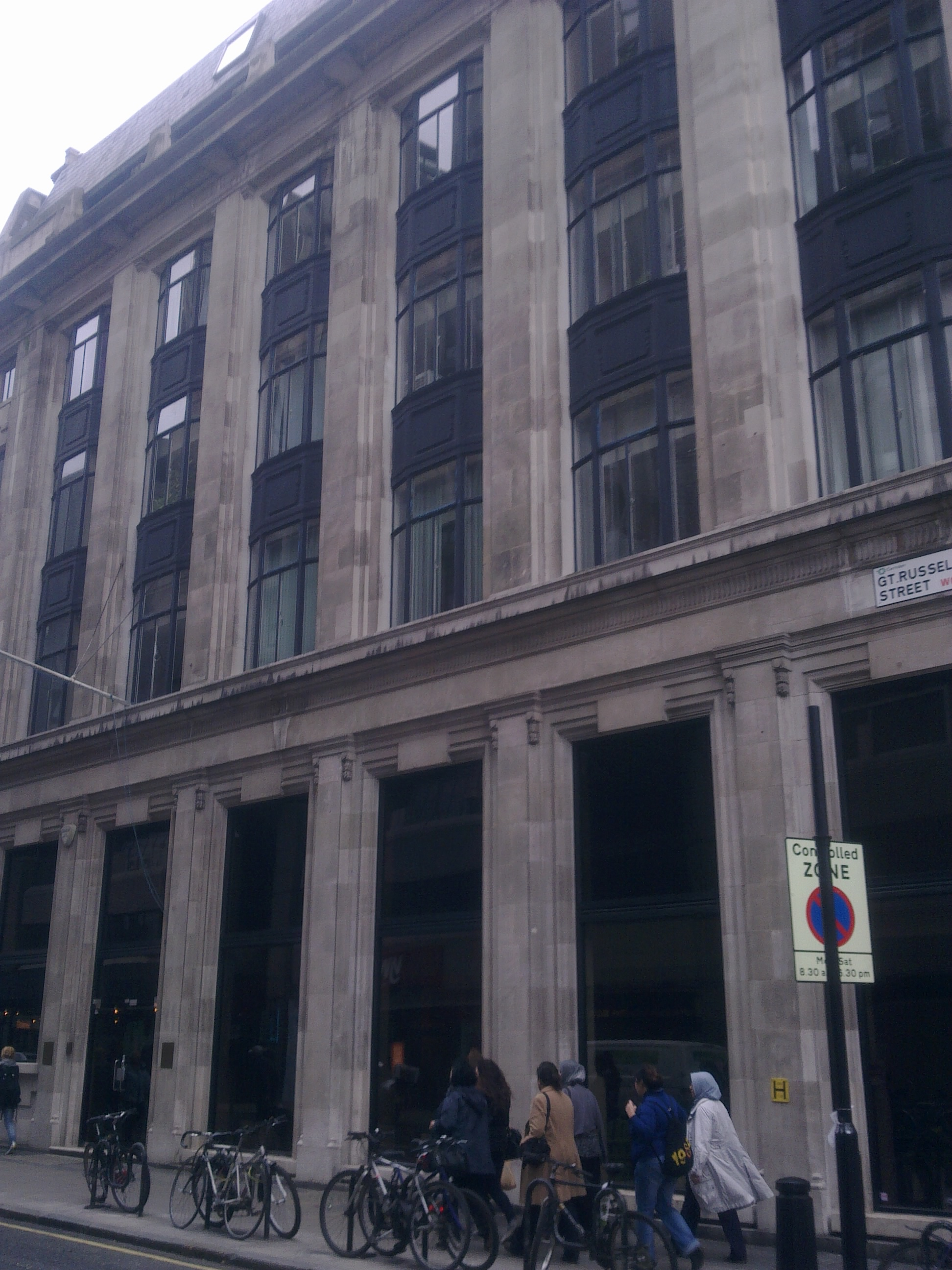
Wysoka Komisja Barbadosu w Londynie

- Belgia
  - Bruksela (ambasada)
- Wielka Brytania
  - Londyn (wysoka komisja)

## Ameryka Północna, Środkowa i Karaiby

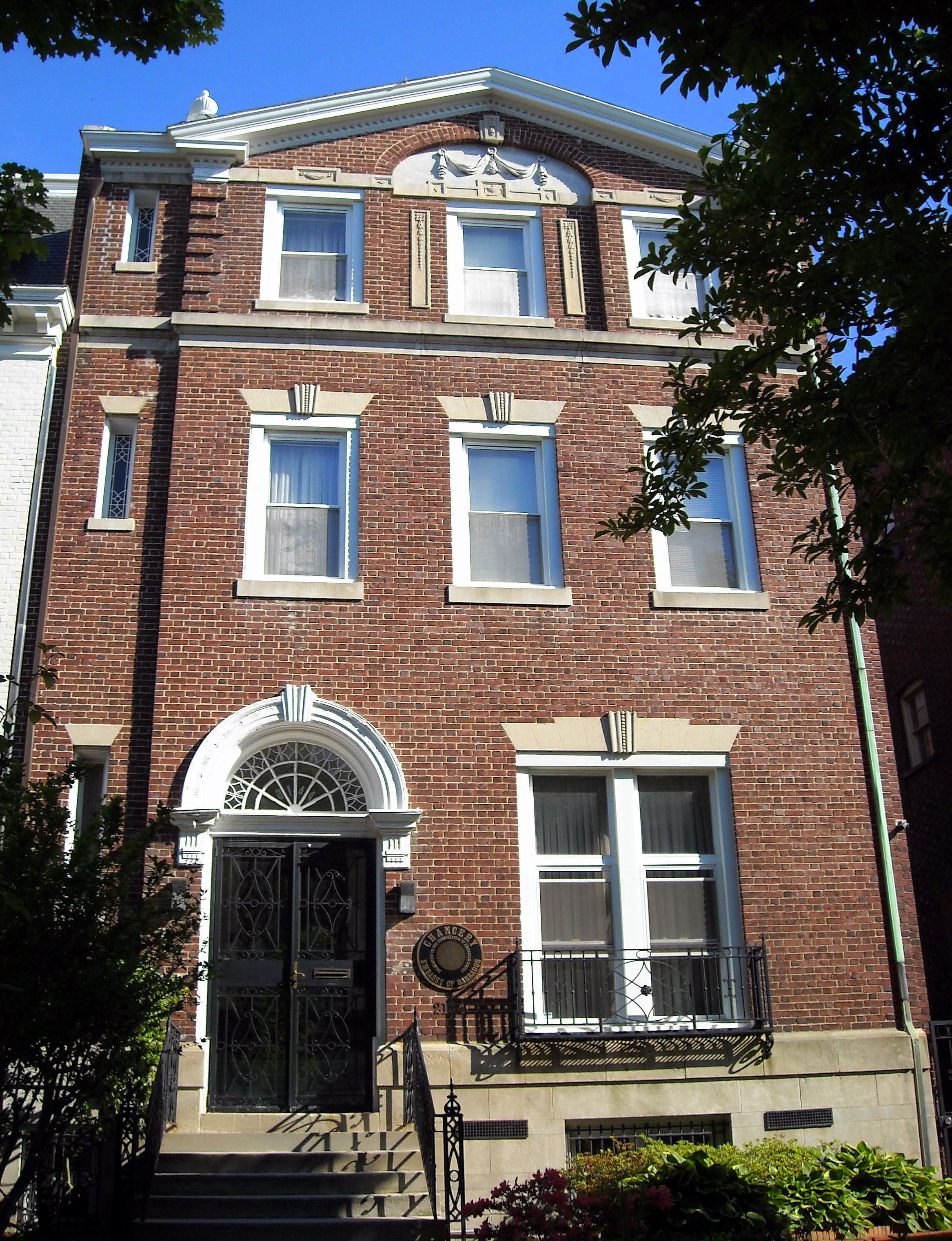
Ambasada Barbadosu w Waszyngtonie

- Kanada
  - Ottawa (wysoka komisja)
  - Toronto (konsulat generalny)
- Kuba
  - Hawana (ambasada)
- Stany Zjednoczone
  - Waszyngton (ambasada)
  - Miami (konsulat generalny)
  - Nowy Jork (konsulat generalny)

## Ameryka Południowa
- Brazylia
  - Brasília (ambasada)
- Wenezuela
  - Caracas (ambasada)

## Azja
- Chiny
  - Pekin (ambasada)

## Organizacje międzynarodowe
- Nowy Jork - Stałe Przedstawicielstwo przy Organizacji Narodów Zjednoczonych
- Genewa - Stałe Przedstawicielstwo przy Biurze Narodów Zjednoczonych i innych organizacjach